# Verordnung (EU) 2016/425 (PSA-Verordnung)
Die Verordnung (EU) 2016/425 (nichtamtliche Bezeichnung: PSA-Verordnung) ist eine Europäische Verordnung, die Anforderungen an den Entwurf und die Herstellung von persönlichen Schutzausrüstungen (PSA) enthält.

## Gegenstand
Diese Verordnung enthält Anforderungen an den Entwurf und die Herstellung von persönlichen Schutzausrüstungen, die auf dem Markt bereitgestellt werden sollen, um den Schutz der Gesundheit und der Sicherheit der Nutzer zu gewährleisten, sowie Regelungen für den freien Verkehr von PSA in der Europäischen Union. PSA dürfen nur dann in den Markt gebracht und verwendet werden, wenn der Hersteller gewährleisten kann, dass diese gemäß der Verordnung (EU) 2016/425 entworfen wurden und sie dieser Verordnung, insbesondere den Anforderungen des Anhang II entsprechen. Durch die Verwendung der PSA darf keine Gefahr für Personen, Eigentum oder Haustiere entstehen. Die Verpackung der PSA muss Angaben zum Hersteller einschließlich Postanschrift enthalten und der Hersteller muss eine Anleitung in leicht verständlicher Sprache zur Verfügung stellen. Der Hersteller muss alle technischen Unterlagen zur PSA für zehn Jahre aufbewahren, Aufzeichnungen z. B. über Beschwerden und PSA-Rückrufe anlegen und die Behörden unverzüglich unterrichten, wenn durch die PSA Risiken entstehen. Zudem müssen PSA stichprobenartig überprüft werden. Für Einführer und Händler gelten die Regelungen sinngemäß. Konformitätsbewertungen können von den Stellen durchgeführt werden, die von den EU-Ländern an die Europäische Kommission zu notifizieren sind.
Sie gilt nach Artikel 2 ausdrücklich nicht für PSA, die:
- speziell zur Verwendung durch Streit- oder Ordnungskräfte entworfen wurden;
- für die Selbstverteidigung entworfen wurden, mit Ausnahme von PSA, die für sportliche Tätigkeiten bestimmt sind;
- für die private Verwendung als Schutz gegen Folgendes entworfen wurden: i) Witterungseinflüsse, die nicht von extremer Art sind; ii) Feuchtigkeit und Nässe bei der Geschirrreinigung;
- ausschließlich zur Verwendung auf Seeschiffen oder Luftfahrzeugen bestimmt sind, die den einschlägigen, in den Mitgliedstaaten geltenden internationalen Verträgen unterliegen;
- als Kopf-, Gesichts- oder Augenschutz dienen, der von der Regelung Nr. 22 der Wirtschaftskommission der Vereinten Nationen für Europa über einheitliche Bedingungen für die Genehmigung der Schutzhelme und ihrer Visiere für Fahrer und Mitfahrer von Krafträdern und Mopeds erfasst ist.

## Kategorien
- Kategorie 1: Schutz vor geringfügigen Gefährdungen – z. B. Schutzhandschuhe
- Kategorie 2: Schutz vor mittleren Gefährdungen – z. B. Helm oder Schutzbrille
- Kategorie 3: Schutz vor dauerhaften Gesundheitsschäden oder tödlichen Risiken – z. B. Atemschutzgeräte, Gehörschutz, PSA gegen Absturz

Kategorie 3 wurde zudem um die fünf Risiken schädlicher Lärm, Ertrinken, Hochdruckstrahl, Schnittverletzungen durch handgeführte Kettensägen sowie Verletzungen durch Projektile oder Messerstiche ergänzt. Dient eine PSA zum Schutz vor diesen Risiken, ist sie somit der höchsten Schutzstufe zuzurechnen.

## Anwendung
Diese Verordnung ersetzt die Richtlinie 89/686/EWG (PSA Richtlinie) und entfaltet im Gegensatz zu einer EU-Richtlinie als europäische Verordnung eine unmittelbare Rechtswirkung. In Deutschland wird die Anwendung durch die PSA-Benutzungsverordnung (PSA-BV) konkretisiert.

## Aufbau der Verordnung
- KAPITEL I ALLGEMEINE BESTIMMUNGEN
  - Artikel 1 Gegenstand
  - Artikel 2 Anwendungsbereich
  - Artikel 3 Begriffsbestimmungen
  - Artikel 4 Bereitstellung auf dem Markt
  - Artikel 5 Grundlegende Gesundheitsschutz- und Sicherheitsanforderungen
  - Artikel 6 Bestimmungen über die Verwendung von PSA
  - Artikel 7 Freier Verkehr
- KAPITEL II PFLICHTEN DER WIRTSCHAFTSAKTEURE
  - Artikel 8 Pflichten der Hersteller
  - Artikel 9 Bevollmächtigte Vertreter
  - Artikel 10 Pflichten der Einführer
  - Artikel 11 Pflichten der Händler
  - Artikel 12 Umstände, unter denen die Pflichten des Herstellers auch für Einführer und Händler gelten
  - Artikel 13 Identifizierung der Wirtschaftsakteure
- KAPITEL III KONFORMITÄT DER PSA
  - Artikel 14 Konformitätsvermutung von PSA
  - Artikel 15 EU-Konformitätserklärung
  - Artikel 16 Allgemeine Grundsätze der CE-Kennzeichnung
  - Artikel 17 Vorschriften und Bedingungen für die Anbringung der CE-Kennzeichnung
- KAPITEL IV KONFORMITÄTSBEWERTUNG
  - Artikel 18 Risikokategorien von PSA
  - Artikel 19 Konformitätsbewertungsverfahren
- KAPITEL V NOTIFIZIERUNG VON KONFORMITÄTSBEWERTUNGSSTELLEN
  - Artikel 20 Notifizierung
  - Artikel 21 Notifizierende Behörden
  - Artikel 22 Anforderungen an notifizierende Behörden
  - Artikel 23 Informationspflichten der notifizierenden Behörden
  - Artikel 24 Anforderungen an notifizierte Stellen
  - Artikel 25 Konformitätvermutung bei notifizierten Stellen
  - Artikel 26 Zweigstellen von notifizierten Stellen und Vergabe von Unteraufträgen
  - Artikel 27 Anträge auf Notifizierung
  - Artikel 28 Notifizierungsverfahren
  - Artikel 29 Kennnummern und Verzeichnisse notifizierter Stellen
  - Artikel 30 Änderungen der Notifizierungen
  - Artikel 31 Anfechtungen der Kompetenz von notifizierten Stellen
  - Artikel 32 Pflichten der notifizierten Stellen in Bezug auf ihre Arbeit
  - Artikel 33 Einspruch gegen Entscheidungen notifizierter Stellen
  - Artikel 34 Informationspflichten der notifizierten Stellen
  - Artikel 35 Erfahrungsaustausch
  - Artikel 36 Koordinierung der notifizierten Stellen
- KAPITEL VI ÜBERWACHUNG DES MARKT DER UNIONES, KONTROLLE DER AUF DEN MARKT DER UNION GELANGENDEN PSA UND SCHUTZKLAUSELVERFAHREN DER UNION
  - Artikel 37 Überwachung des Marktes der Union und Kontrolle der auf den Markt der Union gelangenden PSA
  - Artikel 38 Verfahren zur Behandlung von PSA, mit denen ein Risiko verbunden ist, auf nationaler Ebene
  - Artikel 39 Schutzklauselverfahren der Union
  - Artikel 40 Risiko durch konforme PSA
  - Artikel 41 Formale Nichtkonformität
- KAPITEL VII DELEGIERTE RECHTSAKTE UND DURCHFÜHRUNGSRECHTSAKTE
  - Artikel 42 Befugnisübertragung
  - Artikel 43 Ausübung der Befugnisübertragung
  - Artikel 44 Ausschussverfahren
- KAPITEL VIII ÜBERGANGS- UND SCHLUSSBESTIMMUNGEN
  - Artikel 45 Sanktionen
  - Artikel 46 Aufhebung
  - Artikel 47 Übergangsbestimmungen
  - Artikel 48 Inkrafttreten und Geltungsbeginn
- ANHANG I RISIKOKATEGORIEN VON PSA
- ANHANG II GRUNDLEGENDE GESUNDHEITSSCHUTZ- UND SICHERHEITSANFORDERUNGEN
- ANHANG III TECHNISCHE UNTERLAGEN FÜR PSA
- ANHANG IV INTERNE FERTIGUNGSKONTROLLE
- ANHANG V EU-BAUMUSTERPRÜFUNG
- ANHANG VI KONFORMITÄT MIT DEM BAUMUSTER AUF DER GRUNDLAGE EINER INTERNEN FERTIGUNGSKONTROLLE
- ANHANG VII KONFORMITÄT MIT DEM BAUMUSTER AUF DER GRUNDLAGE EINER INTERNEN FERTIGUNGSKONTROLLE MIT ÜBERWACHTEN PRODUKTPRÜFUNGEN IN UNREGELMÄßIGEN ABSTÄNDEN
- ANHANG VIII KONFORMITÄT MIT DEM BAUMUSTER AUF DER GRUNDLAGE EINER QUALITÄTSSICHERUNG BEZOGEN AUF DEN PRODUKTIONSPROZESS
- ANHANG IX EU-KONFORMITÄTSERKLÄRUNG Nr. … (1)
- ANHANG X ENTSPRECHUNGSTABELLE